# (1243) Памела
(1243) Памела (англ. Pamela) — типичный астероид главного пояса, который был открыт 7 мая 1932 года южноафриканским астрономом Сирилом Джексоном в обсерватории Йоханнесбурга и назван в честь дочери первооткрывателя.

Орбита астероида Памела и его положение в Солнечной системе
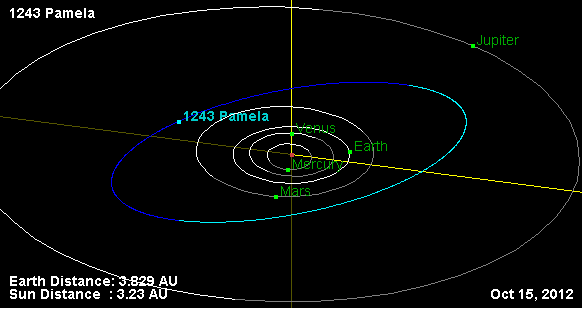
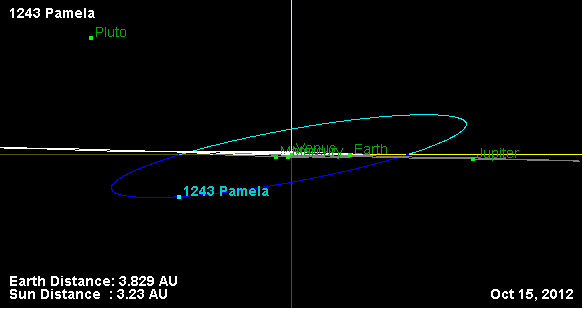